# Jürgen Fabian

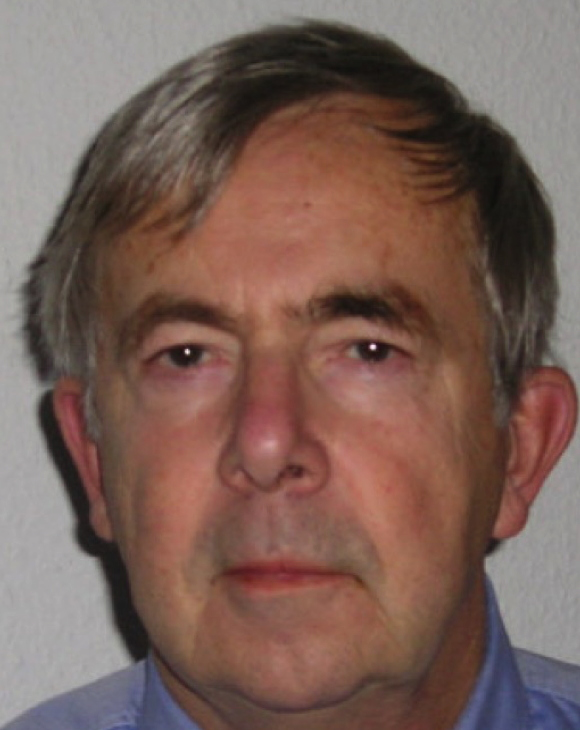
Jürgen Fabian

Jürgen Fabian (* 24. September 1936 in Sohland an der Spree; † 29. Januar 2023) war ein deutscher Chemiker. Er war Professor für physikalische organische Chemie und Quantenchemie an der Technischen Universität Dresden.

## Leben und Wirken
Fabian studierte Chemie an der Technischen Hochschule Dresden. Seine Diplomarbeit fertigte er 1961 bei Friedrich Asinger an und wechselte dann in den Arbeitskreis des neu berufenen Direktors des Instituts für Organische Chemie, Roland Mayer, um dort zu promovieren. 1963 schickte Roland Mayer seinen Doktoranden zu einem Zusatzstudium in die Arbeitsgruppe von Rudolf Zahradník (Tschechoslowakische Akademie der Wissenschaften). Dort sollte Fabian halbempirische Methoden der organischen Quantenchemie sowie deren rechentechnische Umsetzung für schwefelorganische Verbindungen (synthetisiert im Arbeitskreis von Roland Mayer) anwendbar machen. Dieser Forschungsaufenthalt prägte Fabian. Es folgten in den nächsten 20 Jahren weitere Studien- und Forschungsaufenthalte in Prag. Seine wissenschaftlichen Beiträge zur organischen Quantenchemie hat Fabian selbst konzipiert und erarbeitet.
Im Jahre 1970 habilitierte sich Fabian an der TU Dresden, die Berufung auf eine Professur blieb ihm jedoch verwehrt. So gründete er eine virtuelle Arbeitsgruppe, in der dann jeweils freitags über theoretische Chemie diskutiert wurde. Innerhalb der damaligen Sektion Chemie der TU Dresden organisierte er Quantenchemieschulen für Studierende, Doktoranden und Kollegen. 1970 realisierte er eine solche Quantenchemieschule für kubanische Wissenschaftler in Havanna. In den Folgejahren kamen etliche junge kubanische Wissenschaftler nach Dresden. Für seine Tätigkeiten für Kuba verlieh ihm die Universität Havanna im Jahr 2001 den Ehrentitel Profesor Invitado.
Als Bürger der Deutschen Demokratischen Republik (DDR) blieben Fabian Reisen zu Tagungen und Aufenthalte in einschlägigen Forschungsgruppen im Westen verwehrt. Erst nach der deutschen Wiedervereinigung erhielt er den Ruf auf eine Professur für physikalische organische Chemie und Quantenchemie an seiner sächsischen Heimatuniversität.
Ab 1990 war Fabian außerordentlicher Professor für Theoretische Organische Chemie an der TU Dresden und von 1992 bis 2001 Professor für Physikalische Organische Chemie und Quantenchemie am Institut für Organische Chemie an der Fakultät Mathematik und Naturwissenschaften der TU Dresden.

## Publikationen
Jürgen Fabian hat nahezu 200 wissenschaftliche Publikationen und Monographien veröffentlicht. Davon resultiert ein Großteil aus der langen Zusammenarbeit mit Rudolf Zahradnik und dessen Arbeitsgruppe in Prag. Einige Veröffentlichungen entsprangen einer Kooperation mit Nikolai Tjutjulkow und dessen Mitarbeitern an der Bulgarischen Akademie der Wissenschaften in Sofia.